# 北条シソ
北条シソ（ほうじょうシソ）は、神奈川県小田原付近で栽培されている赤シソの品種。別名「在来しそ（ざいらいしそ）」。

## 概要
詳細は不明だが、後北条氏が遠征の際に持たせた梅干しの赤しそ巻きの際に使用したしそに由来するという説がある。
現在の品種に比べ、赤みが薄いため、栽培する農家で自家採取している。現在は、小田原での栽培はほとんどなく、南足柄市・中井町での生産がほとんどである。
地元業者が買い付けるのみの需要のため、わずか数戸で栽培されているのみである。業者出荷以外には、自家用、直売所用に生産されるのみである。